# فرانکه ۲۸۲۴
سیارک ۲۸۲۴ (به انگلیسی: 2824 Franke، نامگذاری:1934CZ) دو هزار و هشتصد و بیست و چهارمین سیارک کشف شده‌است که در ۴ فوریه ۱۹۳۴ و در هایدلبرگ کشف شد.
قدر مطلق سیارک برابر ۱۳٫۸۰ است.